# Топорков, Яков Николаевич
Яков Николаевич Топорков (14 мая 1917, Дерюгино, Курская губерния — 2 августа 1944, Новосёлка, Тернопольская область) — штурман 686-го штурмового авиационного полка (206-й штурмовой авиационной дивизии, 8-й воздушной армии, Южного фронта), капитан. Герой Советского Союза.

## Биография
Родился 14 мая 1917 года в деревне Дерюгино (ныне — Кореневского района Курской области) в крестьянской семье. C 1933 года жил в городе Донецке. Окончил 7 классов. Работал на шахте 17-17-бис машинистом электровоза.
В Красной Армии с 1937 года. В 1938 году окончил Ворошиловградскую военную авиационную школу пилотов. На фронтах Великой Отечественной войны с ноября 1941 года. В 1942 году стал членом ВКП(б).
Первый боевой вылет Яков Топорков совершил 15 ноября 1941 года на Западном фронте, под Москвой. Всего в битве за Москву совершил 32 боевых вылета на штурмовку и разведку вражеской силы. За успешное выполнение боевых заданий командования был отмечен первой боевой наградой — орденом Красной Звезды. Затем принимал участие в Сталинградской битве.
27 августа 1942 года группа «Илюшиных» под командованием Топоркова вылетела на уничтожение моторизованных войск противника в районе Сухая Мечётка. Бомбометание на цель произвели с 300—100 метров. Несмотря на сильный зенитный огонь, четыре раза заходили на цель. Уничтожили 7 огневых точек, подавили огонь зенитной батареи. Создали 7 очагов пожара. Истребили до 200 вражеских солдат и офицеров.
2 сентября 1942 года четверка Ил-2, возглавляемая Топорковым, нанесла штурмовой удар по противнику в районе совхоза Чёрная Поляна. Бомбометание произвели с высоты 300 метров, сделали четыре захода, уничтожили 7 танков, 12 автомашин, до 200 солдат и офицеров противника, создали 7 очагов пожара.
7 сентября 1942 года группа самолётов во главе с Топорковым штурмовала скопление танков и автомашин в районе Антоновка — Сухая Мечётка. Уничтожили 4 танка, 7 автомашин, до 50 вражеских солдат и офицеров. При возвращении на свой аэродром были атакованы семью вражескими истребителями Ме-109. Капитан Топорков руководил отражением нападения «мессершмиттов». Лично сбил один вражеский самолёт. Группа возвратилась без потерь.
54 боевых вылета совершил Яков Топорков в Сталинградской битве. Нанес противнику значительный урон. 64 танка, 73 автомашины и до 600 солдат и офицеров противника уничтожили группы «Илюшиных», возглавляемые им.
Штурман 686-го штурмового авиационного полка капитан Яков Топорков к февралю 1943 года совершил 86 успешных боевых вылетов на штурмовку войск противника. В воздушных боях лично сбил один и в группе один вражеский самолёт.
Указом Президиума Верховного Совета СССР от 1 мая 1943 года за образцовое выполнение боевых заданий командования и проявленные при этом мужество и героизм капитану Топоркову Якову Николаевичу присвоено звание Героя Советского Союза с вручением ордена Ленина и медали «Золотая Звезда».
В дальнейшем принимал участие в освобождении Украины. Майор Я. Н. Топорков был убит украинскими националистами в ночь на 2 августа 1944 года в селе Новосёлка Подгаецкого района Тернопольской области Украины.
Похоронен на центральной площади города Подгайцы Тернопольской области Украины.

## Награды
Награждён орденами Ленина, Красного Знамени, Александра Невского, Отечественной войны 1-й степени, Красной Звезды, медалями.

## Память
- Именем Героя Советского Союза Я. Н. Топоркова были названы улица и профессионально-техническое училище № 10 в городе Подгайцы.
- В честь Героя установлен обелиск, а в городе Донецке на шахте «Кировская» и на доме, где жил будущий Герой, установлены мемориальные доски.